# César Carrero
César Carrero Aristizábal es un político venezolano, actual diputado en la Asamblea Nacional por el estado Mérida con el Partido Socialista Unido de Venezuela. Es también viceministro para la Organización y Participación Comunal y Social.
Fue suplente del diputado José Luna, quien reemplazó a su vez a Ramón Lobo, tras dejar su cargo para asumir como ministro de Nicolás Maduro. En el contexto de la crisis institucional, en 2019 Carrero se reincorporó a la Asamblea. En 2021 llevó a cabo gestiones para aprobar la Ley del agua.